# Puy des Goules
Il Puy des Goules, chiamato anche Montgoulède, è un vulcano della catena dei Puys, nel Massiccio Centrale in Francia.

## Geografia
Il Puy des Goules è un ex vulcano effusivo, di tipo stromboliano. Ha un cratere molto regolare, trenta metri di profondità, e un'altitudine di 1146 m s.l.m. Sui bordi del cono, in alcuni punti, si possono notare delle scorie rossastre, alle quali tenta di aggrapparsi strenuamente la vegetazione specialmente sul versante Sud, sferzato dai venti. Si può ben notare il contrasto tra la vegetazione all'interno del cratere mentre ad ovest, al riparo dal vento, il versante è ricoperto di cespugli. Questa distribuzione della vegetazione è diffusa intorno ai crateri dei vulcani di tutta la catena dei Puys.